# Грос-Польцин
Грос-Польцин (нем. Groß Polzin) — община в Германии, районный центр, расположен в земле Мекленбург-Передняя Померания.

## Географическое положение
Посёлок Грос-Польцин находится приблизительно в 6 километрах северо-западнее Анклама, в 23 километрах юго-восточнее Грайфсвальда, а также отдалён от Вольгаста на 19 километров в юго-западном направлении, а от Гюцкова на 12 километров в восточном.
Вдоль южной границы общины протекает река Пене.

## Административное деление
Община входит в состав района Восточная Передняя Померания. До 1 января 2005 года Грос-Польцин был частью управления Амт Цитен (нем. Amt Ziethen), но в настоящее время подчининён управлению Амт Цюссов (нем. Amt Züssow), с штаб-квартирой в Цюссове.
Идентификационный код субъекта самоуправления — 13 0 59 027.
Площадь занимаемая административным образованием Грос-Польцин, составляет 29,38 км².
В настоящее время община подразделяется на 7 сельских округов.
- Витензе (нем. Vitense)
- Грос-Польцин (нем. Groß Polzin)
- Квилов (нем. Quilow)
- Кляйн-Польцин (нем. Klein Polzin)
- Консагес (нем. Konsages)
- Петшов (нем. Pätschow)
- Штольпмюль (нем. Stolpmühl)

## Население
По состоянию на 31 декабря 2006 года, население посёлка Грос-Польцин составляет 480 человек. 
Средняя плотность населения таким образом равна: 16 человек на км².
В пределах сельских округов жители распределены следующим образом.
| Грос-Польцин Квилов Петшов Консагес Витензе Кляйн-Польцин Штольпмюль | 171 человек 97 человек 79 человек 60 человек 45 человек 26 человек 2 человека |

## Транспорт
Примерно в 6 километрах восточнее посёлка проходит федеральная дорога 109 (нем. Bundesstraße 109 (B 109)), а в 11 километрах северо-западнее федеральная дорога 111 (нем. Bundesstraße 111 (B 111)), которая примерно в 13 километрах к западу от Грос-Польцина (невдалеке от посёлка Гюцков) примыкает к автобану 20 (нем. Bundesautobahn 20 (A 20)).

## Достопримечательности
- Здание местного самоуправления
- Руины монастыря «Штольпе» (нем. Stolpe) на южном берегу Пене
- Церковь в Квилове
- Замок окружённый рвом в Квилове